# Kalače
Kalače este un sat din comuna Rožaje, Muntenegru. Conform datelor de la recensământul din 2003, localitatea are 975 de locuitori (la recensământul din 1991 erau 1002 locuitori).

## Demografie
În satul Kalače locuiesc 663 de persoane adulte, iar vârsta medie a populației este de 29,9 de ani (29,6 la bărbați și 30,3 la femei). În localitate sunt 194 de gospodării, iar numărul mediu de membri în gospodărie este de 5,03.
|  |

| Demografie | Demografie | Demografie |
| An         | Locuitori  | Locuitori  |
| ---------- | ---------- | ---------- |
|            |            |            |
|            |            |            |
|            |            |            |
|            |            |            |
| 1948       | 512        |            |
| 1953       | 618        |            |
| 1961       | 737        |            |
| 1971       | 685        |            |
| 1981       | 902        |            |
| 1991       | 1002       | 982        |
| 2003       | 1212       | 975        |

| \| Componența etnică conform recensământului din 2003[2] \| Componența etnică conform recensământului din 2003[2] \| Componența etnică conform recensământului din 2003[2] \| Componența etnică conform recensământului din 2003[2] \| Componența etnică conform recensământului din 2003[2] \| \| ----------------------------------------------------- \| ----------------------------------------------------- \| ----------------------------------------------------- \| ----------------------------------------------------- \| ----------------------------------------------------- \| \| \| \| \| \| \| \| Bosniaci \| Bosniaci \| \| 848 \| 86,97% \| \| Musulmani \| Musulmani \| \| 122 \| 12,51% \| \| Muntenegreni \| Muntenegreni \| \| 1 \| 0,1% \| \| necunoscută \| necunoscută \| \| 4 \| 0,41% \| |              |  |     |        |
| Componența etnică conform recensământului din 2003 |              |  |     |        |
| |              |  |     |        |
| Bosniaci | Bosniaci     |  | 848 | 86,97% |
| Musulmani | Musulmani    |  | 122 | 12,51% |
| Muntenegreni | Muntenegreni |  | 1   | 0,1%   |
| necunoscută | necunoscută  |  | 4   | 0,41%  |